# Morotslåda

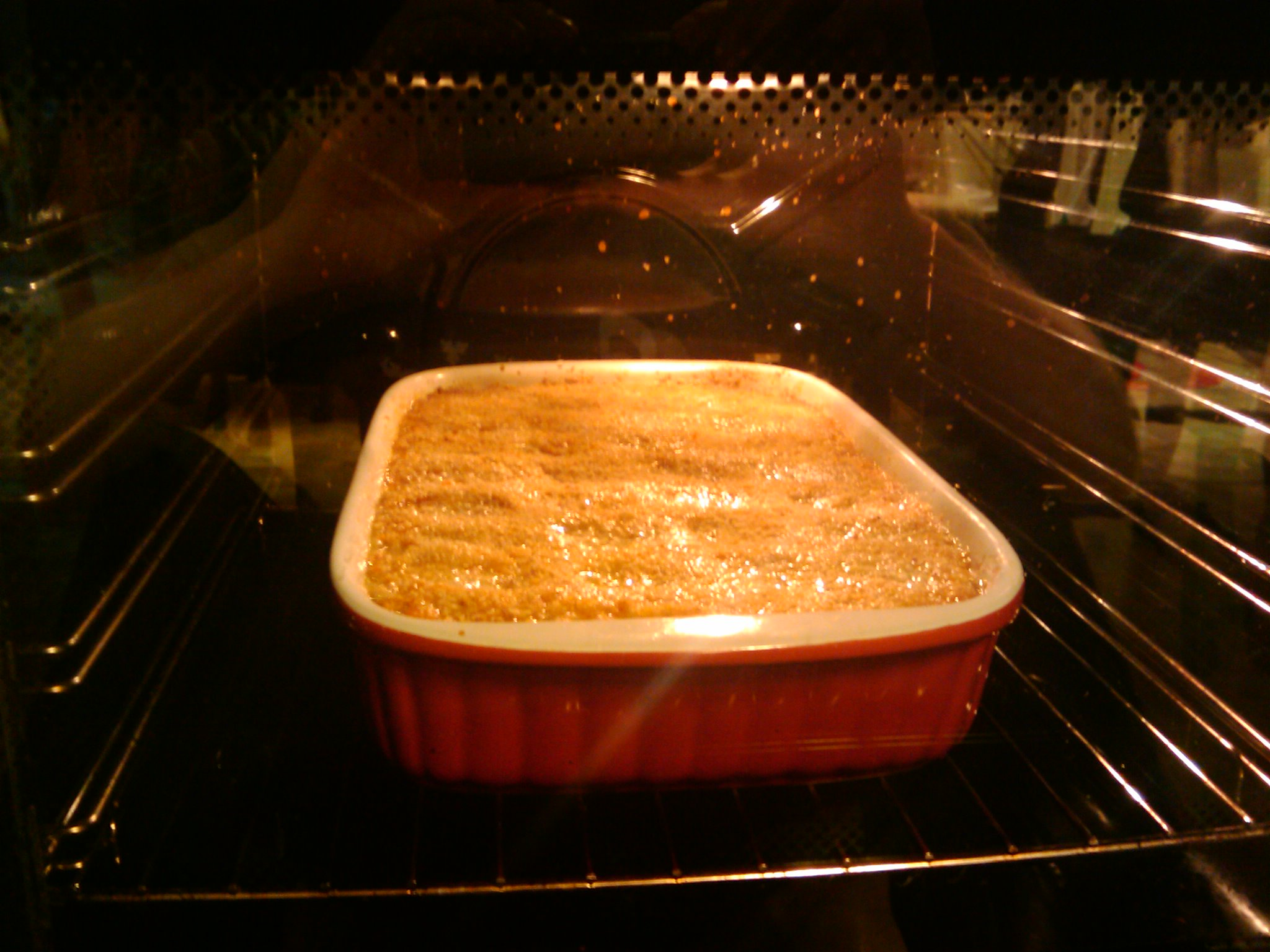
En morotslåda som gräddas i ugnen.

Morotslåda (fi. porkkanalaatikko) är en traditionell finsk maträtt och äts för det mesta under jul. Denna puddingrätt intog sin plats på julbordet i Finland från 1930-talet. Kokt morot mosas och blandas med kokt ris och vätska. Smör och ägg blandas eventuellt i moset, som smaksätts med sirap, salt, vitpeppar och riven muskotnöt. Moset läggs i en form och gräddas i ugn. Vätskan kan vara morotskokspad, mjölk eller grädde. Morötterna behöver inte nödvändigtvis kokas; istället rivs de med ett rivjärn  och blandas med de övriga ingredienserna. Morotslåda säljs även som färdigvara i matvaruaffärerna i Finland, och i vissa matvaruaffärer i Sverige i områden med stor sverigefinländsk befolkning.